# Nueva Santa Rosa
Nueva Santa Rosa – niewielka miejscowość na południowym wschodzie Gwatemali, w departamencie Santa Rosa. Według danych szacunkowych z 2012 roku liczba mieszkańców wynosiła 17 396 osób. 
Nueva Santa Rosa leży około 26 km na północ od stolicy departamentu – miasta Cuilapa. Miejscowość leży na wysokości 1007 metrów nad poziomem morza, u podnóża gór Sierra Madre de Chiapas, w odległości około 60 km od wybrzeża Pacyfiku. 

## Gmina Nueva Santa Rosa
Miejscowość jest także siedzibą władz gminy o tej samej nazwie, która jest jedną z czternastu gmin w departamencie. W 2012 roku gmina liczyła 31 955 mieszkańców. Gmina jak na warunki Gwatemali jest nieduża, a jej powierzchnia obejmuje 67 km². 
Mieszkańcy gminy utrzymują się głównie z uprawy roli i drobnego przetwórstwa. W rolnictwie dominuje uprawa trzciny cukrowej, kukurydzy i sorgo oraz roślin ogrodniczych.
Klimat gminy jest równikowy, według klasyfikacji Wladimira Köppena, należy do klimatów tropikalnych monsunowych (Am), z wyraźną porą deszczową występującą od maja do października. Średnie roczne opady zawierają się w przedziale pomiędzy 2000 a 4000 mm.